# Art Angels
Art Angels è il quarto album in studio della cantante canadese Grimes, pubblicato nel novembre 2015.
Totalizza 88/100 su Metacritic, punteggio basato su 32 recensioni.

## Tracce
Testi e musiche di Claire Boucher.
1. laughing and not being normal – 1:47
2. California – 3:18
3. SCREAM (featuring Aristophanes) – 2:20
4. Flesh Without Blood – 4:24
5. Belly of the Beat – 3:25
6. Kill V. Maim – 4:06
7. Artangels – 4:07
8. Easily – 3:03
9. Pin – 3:32
10. REALiTi (escluso nell'edizione in vinile) – 5:06
11. World Princess, Pt. II – 5:05
12. Venus Fly (featuring Janelle Monáe) – 3:45
13. Life in the Vivid Dream – 1:27
14. Butterfly – 4:12

CD bonus track
1. Realiti (demo) – 4:18

## Accoglienza
Il disco è stato inserito nella classifica dei migliori album del 2015 stilata da Pitchfork, che lo ha collocato alla posizione numero 3, e in quella stilata da Billboard, che lo ha piazzato anch'esso al terzo posto.

## Date di pubblicazione
| Paese  | Data di pubblicazione | Formato                      | Etichetta                       |
| ------ | --------------------- | ---------------------------- | ------------------------------- |
| Mondo  | 6 novembre 2015       | Download digitale, Streaming | 4AD                             |
| Canada | 6 novembre 2015       | Download digitale, Streaming | Eerie Organization Crystal Math |
| Mondo  | 11 dicembre 2015      | CD, LP, cassetta             | 4AD                             |